# Det är ett "yndigt" land
|  | Svensk skånehymne Det är ett 'yndigt' land - ikke at forveksle med den danske nationalsang Der er et yndigt land |
Det är ett 'yndigt' land er en skånehymne, som blev skrevet omkring 1850 af den helsingborgske publicist Oscar Patric Sturzen-Becker. Den har samme versemål og begyndelseslinje som Oehlenschlägers Der er et yndigt land, eftersom Sturzen-Becker ønskede at man skulle synge og lovprise fædrelandet på samme melodi på begge sider af Øresund. Sangen er den ældste kendte Skånehymne.
Det är ett "yndigt" land
där Sundets böljor glittra
vid bokomskuggad strand,
där över tegar utan tal
de glada lärkor kvittra
och rödbent stork går vakt för bondens förstusval.
Det landet är oss gott,
med sina milda tycken,
sin rika arvelott,
med sina minnens ädla börd
och nya ärors smycken,
med sina hävders skatt och sina slätters skörd.
Det är en mö så huld,
med blåklint krönt om pannan,
med ax av kärntungt guld;
med hälften sydländska behag
hon ler som ingen annan
men blond är likväl hyn och nordiska dess drag.
Vid hennes altarhärd
Du, skånske man, hembäre
din kärleks bästa gärd!
och under livets pilgrimsgång
du henne trofast äre
med ständigt ny bedrift, i saga och i sång.